# 上坊敏子
上坊 敏子（じょうぼう としこ）は、日本の医師・医学者。医学博士（北里大学）。元北里大学医学部医学科教授。社会保険相模野病院婦人科腫瘍センター長。
専門は、産婦人科学。子宮癌・卵巣癌。特に子宮体癌の黄体ホルモンによる治療法の研究者として知られる。「生活ほっとモーニング」、「たけしの本当は怖い家庭の医学」などテレビ番組への出演もしている。

## 経歴
- 1973年 名古屋大学医学部卒業
- 1973年 北里大学病院・レジデント
- 1978年 北里大学医学部研究員
- 1980年 北里大学医学部講師
- 1985年 北里大学　医学博士　論文の題は「子宮頚癌1a期の組織病理学的検討 」[1]。
- 2000年 北里大学医学部助教授
- 2007年 北里大学医学部教授
- 2008年 社会保険相模原病院婦人科腫瘍センター長

## 著書
- 細胞診のベーシックサイエンスと臨床病理 （医学書院、1995年）
- 子宮内膜の病変-子宮内膜増殖症 （中山書店 新女性医学大系、2001年）
- 子宮内膜癌(体癌)の治療法-手術療法 （中山書店 新女性医学大系、2001年）
- 卵巣腫瘍の手術-卵巣境界悪性腫瘍 （中山書店 新女性医学大系、2001年）
- Cell and Molecular Biology of Endometrial Carcinoma Expression of cell cycle regulators in endometrial adenocarcinoma "jointly worked" （Springer 、2003年）
- 「女医さんシリーズ 子宮ガン」主婦の友社/「痛みのレディースクリニック」講談社
- 「知っておきたい子宮の病気」新星出版社